# L'altra sorella
L'altra sorella è l'ottavo libro della serie I racconti di mezzanotte di Nick Shadow, uno degli pseudonimi usati dallo scrittore inglese Allan Frewin Jones.

## Trama
Catherine Woollams è una sedicenne che lavora allo Sparkle Accessori, un negozio di accessori per ragazze; un giorno, a causa della sua superiore Stella, si vede costretta a cacciare una bambina, per timore che rubasse qualcosa. Nei giorni successivi Catherine si sente in colpa per l'accaduto e, quando la rivede le regala anche una fascia per capelli difettosa, che però dimostra di apprezzare molto. Si presenta dicendo di chiamarsi Susan e non parla mai dei genitori, mentre racconta di avere una sorella. Catherine comincia a sospettare che la bambina abbia qualche problema in famiglia; perde anche il posto di lavoro, in quanto si reca a un bar dove pensava potesse starla aspettando. Una settimana dopo il licenziamento, dopo essere tornata per fare un giro nel centro commerciale, la ragazza si imbatte in Susan, con l'aspetto piuttosto trascurato e sconvolta, la quale dice che sua sorella Laura è in guai seri. La conduce poi a casa sua, dove le stanze sono parecchio sporche e disastrate. La bambina racconta a Catherine che i genitori hanno chiuso Laura nel sotterraneo, e la prega di liberarla. Dopo un tentativo la ragazza riesce ad aprire la porta e scende nella cantina; lì scopre la gemella di Susan assieme a due adulti morti. In quella la bambina mostra una chiave per aprire la porta del semiterrato, infatti si era chiusa di sua volontà per nascondersi, da Laura, la quale, armata di coltello, ringrazia Catherine per l'aiuto.